# Liste der Biografien/Orc
Liste der Biografien |
Portal Biografien |
Personensuche
# |
A |
B |
C |
D |
E |
F |
G |
H |
I |
J |
K |
L |
M |
N |
O |
P |
Q |
R |
S |
T |
U |
V |
W |
X |
Y |
Z |
?
 
Oa |
Ob |
Oc |
Od |
Oe |
Of |
Og |
Oh |
Oi |
Oj |
Ok |
Ol |
Om |
On |
Oo |
Op |
Oq |
Or |
Os |
Ot |
Ou |
Ov |
Ow |
Ox |
Oy |
Oz
 
Ora |
Orb |
Orc |
Ord |
Ore |
Orf |
Org |
Orh |
Ori |
Orj |
Ork |
Orl |
Orm |
Orn |
Oro |
Orp |
Orr |
Ors |
Ort |
Oru |
Orv |
Orw |
Orx |
Ory |
Orz
Die Liste der Biografien führt alle Personen auf, die in der deutschsprachigen Wikipedia einen Artikel haben. Dieses ist eine Teilliste mit 28 Einträgen von Personen, deren Namen mit den Buchstaben „Orc“ beginnt.

## Orc

### Orca
- Orcagna (* 1320), florentinischer Maler, Bildhauer und Architekt

### Orce
- Orcel, Bernard (* 1945), französischer Skirennläufer
- Orcel, Claire (* 1997), belgisch-französische Hochspringerin
- Orcel, Jean (1896–1978), französischer Physiker, Chemiker und Mineraloge
- Orcés, Gustavo (1903–1999), ecuadorianischer Wirbeltierzoologe

### Orch
- Orchampt, Jean (1923–2021), französischer Geistlicher, römisch-katholischer Bischof von Angers
- Orchard, Bernard (1910–2006), englischer römisch-katholischer Priester, Mönch, Schriftsteller und Bibelgelehrter
- Orchard, Elizabeth (* 1985), neuseeländische Triathletin
- Orchard, Grant (* 1972), britischer Animator
- Orchard, Simon (* 1986), australischer Hockeyspieler
- Orchard, William Arundel (1867–1961), australischer Organist, Dirigent, Komponist und Musikpädagoge englischer Herkunft
- Orchard-Hays, William (1918–1989), US-amerikanischer Mathematiker Informatiker
- Orchardson, William Quiller (1832–1910), schottischer Maler
- Orchassal, Andrés Sás (1900–1967), französischer Violinist und Komponist
- Orchatteri, Jaisha (* 1983), indische Langstreckenläuferin
- Orchin, Milton (1914–2013), US-amerikanischer Chemiker
- Orchony, Mönch-Orgil (* 1999), mongolischer Fußballspieler
- Orchowicz, Radosław (* 1970), polnischer Geistlicher, römisch-katholischer Weihbischof in Gniezno
- Orchymont, Armand d’ (1881–1947), belgischer Koleopterologe

### Orci
- Orci, Lelio (1937–2019), italienischer Mediziner
- Orci, Roberto (1973–2025), US-amerikanischer Drehbuchautor und FilmproduzentRoberto Orci (1973–2025)

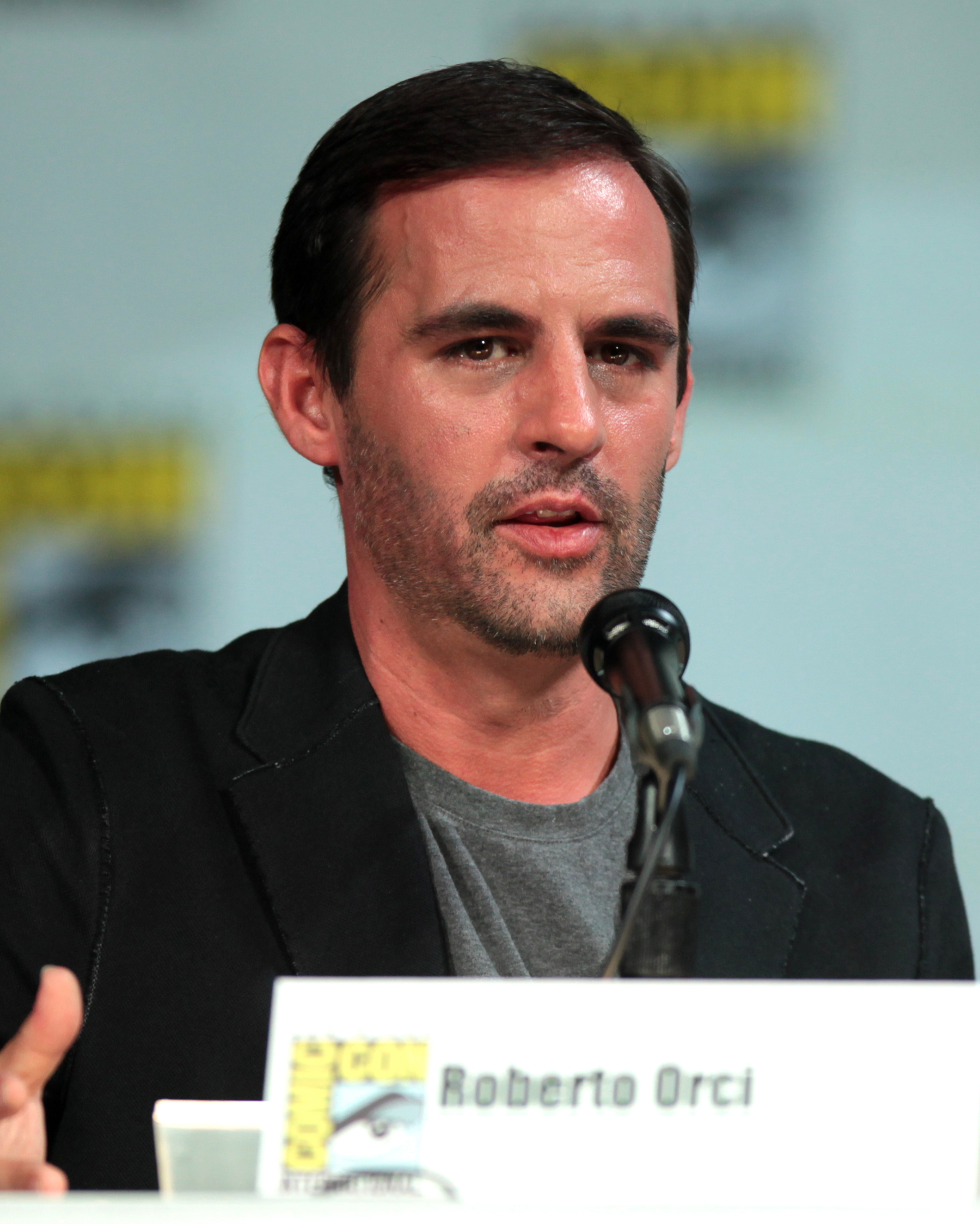
Roberto Orci (1973–2025)

### Orco
- Orcollo, Dennis (* 1979), philippinischer Poolbillardspieler

### Orcu
- Orcutt, Charles Russell (1864–1929), amerikanischer Naturkundler
- Orcutt, James D (* 1943), US-amerikanischer Soziologe

### Orcz
- Orczán, László (1912–1992), ungarischer Radrennfahrer
- Orczewski, Reinhard (* 1938), deutscher Politiker (CDU), MdL
- Orczy, Béla (1822–1917), ungarischer Jurist, Politiker, Minister und Landesrichter
- Orczy, Emma (1865–1947), britische Schriftstellerin und Malerin